# Leonard Rosen
Pour les articles homonymes, voir Rosen.
Leonard Rosen, né en 1954 à Baltimore, est un écrivain américain, auteur de roman policier.

## Biographie
Leonard Rosen enseigne l'écriture à l'université Bentley et à l'université Harvard.
En 2011, il publie son premier roman, La Théorie du chaos (All Cry Chaos) avec lequel il est lauréat du prix Macavity 2012 du meilleur premier roman. C'est le premier volume d'une série consacrée à Henri Poincaré, un vétéran d'Interpol.

## Œuvre

### Romans

#### SérieHenri Poincaré
- All Cry Chaos (2011) Publié en français sous le titre La Théorie du chaos, Paris, Le Cherche midi, 2013  (ISBN 978-2-7491-2598-5)
- The Tenth Witness (2013)

#### Autre roman
- The Kortelisy Escape (2018)

## Prix et distinctions

### Prix
- Prix Macavity 2012 du meilleur premier roman pour All Cry Chaos[1]

### Nominations
- Prix Anthony 2012 du meilleur premier roman pour All Cry Chaos[2]
- Prix Edgar-Allan-Poe 2012 du meilleur premier roman pour All Cry Chaos[3]